# هری روسنسوارد
هری روسنسوارد (انگلیسی: Harry Rosenswärd; ۲۰ آوریل ۱۸۸۲ – ۱۶ ژوئیهٔ ۱۹۵۵) قایقران قایق بادبانی اهل سوئد بود.